# Championnat arabe de football des moins de 17 ans
 (2024).
Le championnat arabe de football des moins de 17 ans est une compétition de football qui oppose les meilleurs nations parmi les pays arabes. Il est organisé par l'Union des associations arabes de football (UAFA).
Le Championnat arabe de football des moins de 17 ans est une compétition non reconnue par la FIFA.

## Palmarès

### Bilan par édition
| 1re | 2011 | Arabie saoudite | Arabie saoudite | 4 − 3            | Syrie           | Soudan                   | 2 − 1                    | Algérie                  |
| 2e  | 2012 | Tunisie         | Tunisie         | 3 − 0            | Irak            | Maroc                    | 1 − 0                    | Yémen                    |
| 3e  | 2014 | Qatar           | Irak            | 2 − 0            | Arabie saoudite | Djibouti                 | 3 − 3 (3 − 2)tab         | Qatar                    |
| 4e  | 2021 | Maroc           | Annulée         | Annulée          | Annulée         | Annulée                  | Annulée                  | Annulée                  |
| 5e  | 2022 | Algérie         | Algérie         | 1 − 1 (4 − 2)tab | Maroc           | Arabie saoudite et Yémen | Arabie saoudite et Yémen | Arabie saoudite et Yémen |

(*) : score du match en poule finale (décisif pour l'attribution du titre ou le classement entre le 3e et le 4e)

### Bilan par nation
Le tableau suivant présente le bilan par nation ayant atteint au moins une fois le dernier carré depuis que la coupe arabe existe
| Rang | Équipe          | Vainqueur     | Finaliste         | Troisième          | Quatrième (ou demi-finaliste depuis 2022) | Titres |
| ---- | --------------- | ------------- | ----------------- | ------------------ | ----------------------------------------- | ------ |
| 1    | Arabie saoudite | Médaille d'or | Médaille d'argent | -                  | 1                                         | 2011   |
| 2    | Irak            | Médaille d'or | Médaille d'argent | -                  | -                                         | 2014   |
| 3    | Algérie         | Médaille d'or | -                 | -                  | 1                                         | 2022   |
| 4    | Tunisie         | Médaille d'or | -                 | -                  | -                                         | 2012   |
| 5    | Maroc           | -             | Médaille d'argent | Médaille de bronze | -                                         | -      |
| 6    | Syrie           | -             | Médaille d'argent | -                  | -                                         | -      |
| 7    | Soudan          | -             | -                 | Médaille de bronze | -                                         | -      |
| 7    | Djibouti        | -             | -                 | Médaille de bronze | -                                         | -      |
| 9    | Yémen           | -             | -                 | -                  | 2                                         | -      |
| 10   | Qatar           | -             | -                 | -                  | 1                                         | -      |